# Christian Güldencrone (stiftamtmand)
 Der er flere personer med dette navn, se Christian Güldencrone.
Christian lensbaron Güldencrone (født 1676, død 10. marts 1746) var en dansk godsejer og stiftamtmand.
Han var søn af Vilhelm Güldencrone. I 1717 blev han konferensråd og ridder af Dannebrog; han var da amtmand på Island og Færøerne. 1719 blev han deputeret og endnu samme år førstedeputeret for finanserne. Til gehejmeråd udnævntes han 1729, men fik året efter sin afsked som deputeret og blev i stedet stiftamtmand i Viborg Stift og amtmand over Hald Amt, hvilke embeder han 1744 fratrådte til fordel for sin søn Vilhelm Güldencrone.
Han ejede en overgang Lerbæk, som han havde fået via sit ægteskab.
Han ægtede 8. maj 1699 den 16-årige Margrethe Amalie Moth.